# Minerva McGonagall
Profesoara Minerva McGonagall (n. 4 octombrie 1925) este un personaj fictiv din seria de cărți Harry Potter scrisă de J.K. Rowling. La începutul seriei, aceasta ocupă în cadrul școlii Hogwarts poziția de director-adjunct, fiind șefa Casei Cercetașilor și profesor titular al disciplinei de Transfigurare. A început să predea la Hogwarts în decembrie 1956 și consideră că transfigurarea este una dintre cele mai complexe și mai periculoase tipuri de magie pe care elevii le învață pe parcursul șederii la acest colegiu.Ea il ajuta mult pe Albus Dumbledore.
Deși nu o arată, ea îl compătimește pe Harry pentru pierderea părinților lui și îi poartă multă afecțiune. În cartea întâi, nu îi poate crede pe Lily și James Potter morți și îi cere lui Dumbledore părerea. De asemenea, în ultima carte, când Harry se sacrifică pentru a nu mai muri alți prieteni de-ai lui, profesoarei îi e foarte greu să accepte că acesta e mort. Îi ia apărarea de fiecare dată cand poate dar nici nu ezită când vrea să îl pedepsească. 
McGonagall poartă numele celui mai prost poet al tuturor timpurilor – William Topaz McGonagall (1825-1902) – dar aceasta, ne asigură autoarea, nu este în niciun fel o aluzie la calitățile distinsei profesoare de transmutație. Semnalează doar originea ei scoțiană. În schimb, prenumele i se potrivește întru totul. Minerva este numele roman al zeiței Atena, din mitologia greacă, zeița înțelepciunii, a curajului, a strategiei, a dreptății, precum și protectoarea școlilor. Profesoara McGonagall ia parte la multe acțiuni importante din Harry Potter și face parte din Ordinul Phoenix. Ea mai este și directoarea adjuncta. Se poate transforma în pisică, fiind animag.